# فرودگاه بوستون بروک
فرودگاه بوستون بروک (به انگلیسی: Boston Brook Airport) یک فرودگاه خصوصی است . این فرودگاه در کشور کانادا قرار دارد و در ارتفاع ۲۹۲ متری از سطح دریا واقع شده‌است.